# 52e division de sécurité
Pour les articles homonymes, voir 52e division.
La 52e division de Sécurité (en allemand : 52. Sicherungs-Division) était une division des Sicherungstruppen (troupes de sécurité) qui participa à la Seconde Guerre Mondiale.

## Historique
La 52. Sicherungs-Division z.b.V. est formée le 12 avril 1944 en Biélorussie à partir de la 52. Feldausbildungs-Division. Elle devient Stab. 52. Sicherungs-Division en octobre 1944, alors en Courlande. En avril 1945, cet état-major de sécurité devient le Festungs-Kdtr. Libau.
1. ↑  z.b.V. = à emploi spécial
2. ↑  stab = état-major

## Organisation

### Commandants
| Date                                | Grade           | Commandant                         |
| ----------------------------------- | --------------- | ---------------------------------- |
| 8 avril 1944 - 5 septembre 1944     | Generalmajor    | Albert Newiger                     |
| 5 septembre 1944 - 1er octobre 1944 | Generalleutnant | Albrecht Baron Digeon von Monteton |

## Théâtres d'opérations
- Front de l'Est secteur Centre : avril 1944 - octobre 1944

## Composition
Juin 1944
- Sicherungs-Regiment 37
- Sicherungs-Regiment 88
- Sicherungs-Regiment 611
- Nachshubtruppen 52